# Loma Chica, Chihuahua
Loma Chica är en ort i Mexiko.   Den ligger i kommunen Saucillo och delstaten Chihuahua, i den nordvästra delen av landet, 1 200 km nordväst om huvudstaden Mexico City. Loma Chica ligger 1 183 meter över havet och antalet invånare är 653.
Terrängen runt Loma Chica är platt åt sydväst, men åt nordost är den kuperad. Runt Loma Chica är det glesbefolkat, med 9 invånare per kvadratkilometer. Närmaste större samhälle är Ciudad Delicias, 14,9 km nordväst om Loma Chica. Trakten runt Loma Chica består till största delen av jordbruksmark.